# Autobusna linija br. 134 u Zagrebu
Linija 134 (Črnomerec – Prečko) dnevna je autobusna linija u Zagrebu.
Prometuje na trasi: Črnomerec (Prilaz baruna Filipovića → Selska cesta → Ilica) – Zagrebačka cesta – Prečko (Petrovaradinska ulica → Jarnovićeva ulica → Ulica I. M. Ronjgova → Ul. Slavenskog → Zagrebačka avenija)
Direktno povezuje Črnomerec i Prečko, a prolazi uz Rudeš i Oranice.

## Vanjske poveznice
- Vozni red linije 134